# Chypre vénitienne
1489–1571
(82 ans)
Entités précédentes :
- Royaume de Chypre

Entités suivantes :
- Chypre ottomane

La période vénitienne de Chypre s'étend entre 1489 et 1571 lorsque l'île de Chypre faisait partie des territoires ultramarins (en vénitien : Stato da Màr) de la république de Venise. Cette période de domination vénitienne succède au royaume indépendant de Chypre et s'achève lors de la conquête ottomane de l'île.

## Histoire
Affaibli après plusieurs années de conflit avec les Mamelouks, le royaume de Chypre s'est tourné vers son allié commercial, Venise. En 1468, le roi Jacques II marie Catherine Cornaro, fille d'une famille noble vénitienne qui deviendra reine de l'île après la mort de Jacques III en 1473,. À la suite de ce mariage, Jacques II fut contraint d'accepter la tutelle vénitienne sur Chypre. En 1489, face au refus de Catherine Cornaro de quitter son trône pour être remplacée par son frère George Cornaro, l'État Vénitien la force à abdiquer. Le 26 février 1489, Chypre devient de facto directement gérée par la république de Venise. Le système de Reggimento est mis en place (pouvoir délégué au gouverneur vénitien de l'île). La république de Venise verse tout de même un tribut aux Sultans mamelouks d’Égypte pour l'occupation de l'île. Le contrôle de Chypre permet aux Vénitiens d'opérer un contrôle direct sur l'île de Crète, une terre stratégique pour le développement de la république.
Sous le règne des Vénitiens, les Chypriotes sont sévèrement opprimés avec des confiscations de terre, la fermeture des églises orthodoxes, et la domination des élites étrangères. Le système d'imposition est extrêmement lourd et contraignant pour les plus démunis. De nombreux Chypriotes mécontents et opprimés s’exilent sur les îles et terres voisines contrôlées par les Ottomans. Cernée par les forces ottomanes, l'île devient un repaire de corsaires génois, maltais et catalans, faisant de l'île une zone instable dans la sécurisation de la Méditerranée par les Ottomans. À partir des années 1560, des groupes de résistance se forment dont le but est de renverser le règne vénitien avec l'appui des Ottomans. Selon l'historien John Hackett (Histoire de l’Église orthodoxe de Chypre, 1901), les Chypriotes accueillirent l'invasion ottomane à bras ouverts, las de la domination des Latins.
De 1490 à 1570, la population de l'île double, passant de 100 000 à 200 000 habitants, principalement grâce à une politique d'immigration (Slaves, Albanais, Syriens chrétiens) mise en place par les autorités vénitiennes.
Depuis 1463 et la reprise de Constantinople par les Ottomans, la pression ne fait que grandir entre les Turcs et les Vénitiens. L'empire ottoman se développe au Moyen-Orient, au Maghreb et en Europe centrale, multipliant les points de conflit avec la république de Venise. Plusieurs incidents ponctuent les relations entre les deux puissances autour de l'île, mais l'incident déclencheur de l'invasion ottomane fut la capture du trésorier général égyptien au large de Chypre en 1569. Au pouvoir depuis trois ans, Selim II lance alors un ultimatum à Venise pour que la république cède l'île de Chypre. En juin 1570, une armée ottomane de 60 000 hommes débarque à Larnaca, décapite le gouverneur Nicolo Dandolo, puis s'empare de Nicosie le 25 juillet 1570. Famagouste tombe le 1er août 1571. Les Vénitiens se liguent avec le Pape Pie V dans cette lutte aux allures de croisade (victoire de la bataille de Lépante le 7 octobre 1571) mais ne parviennent pas à reprendre le dessus. Le traité de paix du 7 mars 1573 reconnaît Chypre comme une île de l'empire ottoman qui prend alors en main son administration.